# Harriet Wegener
Harriet Wegener (* 8. November 1890 in Blitzenrod; † 18. Mai 1980 in Hamburg) war eine Hamburger Autorin, Politikerin (FDP) und Frauenrechtlerin.

## Leben und Beruf
1922 legte Wegener ihre Dissertation an der Universität Kiel über das Thema der gewerblichen Frauenarbeit in Schleswig-Holstein ab.
Sie arbeitete bis zu ihrer Entlassung 1934 im Institut für Auswärtige Politik an der Universität Hamburg. Nach ihrer Entlassung war Wegener zunächst als freiberufliche Übersetzerin tätig. Ab 1942 arbeitete Harriet Wegener als Lektorin beim Hoffmann und Campe Verlag. Vorher arbeitete sie aber schon mit dem Verlag zusammen. In den zwei Jahren bis zum Verbot des Verlages 1944 hatte sie „maßgeblichen Anteil an der Führung“ des Unternehmens und nach Kriegsende am Wiederaufbau. Sie arbeitete beim Verlag Hoffmann und Campe als Lektorin und Übersetzerin. Bis zu ihrem Tode war sie für den Verlag tätig.

## Politik

### Frauenrechtlerin
Wegener war Mitglied und 1935 Präsidentin im ersten deutschen Zonta-Club in Hamburg. Der internationale Verein hatte sich als Aufgabe gestellt, die Stellung der Frau im rechtlichen, politischen, wirtschaftlichen und beruflichen Bereich zu verbessern. 1933 ließ sich in Hamburg die Vereinigung nach zwei Jahren seit der Gründung aus dem Vereinsregister streichen. Ab diesem Zeitpunkt traf sich die Gruppe heimlich in privater Umgebung. Gemeinsam mit Emilie Kiep-Altenloh zahlte sie häufig Anwaltskosten oder hinterlegte Kautionen für politisch verfolgte Zontians. Zu dem Thema Frauenrechte soll sie gesagt haben: „Ich finde Emanzipation normal.“ Sie hatte ab 1949 bedeutenden Anteil am Wiederaufbau der Zonta-Vereinigung in Hamburg.

### Parteipolitikerin
In der Weimarer Republik gehörte Wegener seit 1921 der DDP an. 1945 beteiligte sie sich an der Gründung der Partei Freier Demokraten, die später der Hamburger FDP-Landesverband wurde.
Wegener wurde von der britischen Besatzungsmacht im Februar 1946 in die „Ernannte Hamburgische Bürgerschaft“ als Vertreterin der Frauen berufen. Wegen der beruflichen Belastung verzichtete sie bei den Bürgerschaftswahlen 1946 auf eine Kandidatur.

## Werk
- Harriet Wegener: Die Entwicklung der gewerblichen Frauenarbeit in Schleswig-Holstein im Kriege, zugleich Dissertation vom 9. Januar 1922, Schmidt & Klaunig Verlag, Kiel 1922.

## Übersetzungen
- Michel DelCastillo, Harriet Wegener: Die Gitarre. Hoffmann und Campe 1960.
- Paul Hazard: Die Krise des europäischen Geistes. 1680-1715. Aus dem Französischen übertragen von Harriet Wegener. Hoffmann und Campe, Hamburg 1939 (mehrmals nachgedruckt).
- Paul Hazard, Harriet Wegener: Stendhal. Wie er lebte, schrieb und liebte. Hoffmann & Campe 1950.
- Robert Burnand, Harriet Wegener, Eva Schwimmer: Der entfesselte Olymp. Hoffmann u. Campe 1957.
- Paul Hazard, Harriet Wegener, Albert E. Brinckmann: John Locke (1632 - 1704) und sein Zeitalter. Hoffmann & Campe 1947.
- Paul Hazard, Harriet Wegener, Karl Linnebach: Die Herrschaft der Vernunft, Hoffmann & Campe, 1949.
- Paul Hazard: Kinder, Bücher und große Leute. Vorwort von Erich Kästner. Aus dem Französischen von Harriet Wegener. Hamburg: Hoffmann und Campe Verlag 1952.

## Ehrungen
- 1970: Verdienstkreuz 1. Klasse des Verdienstordens der Bundesrepublik Deutschland